# Pastor

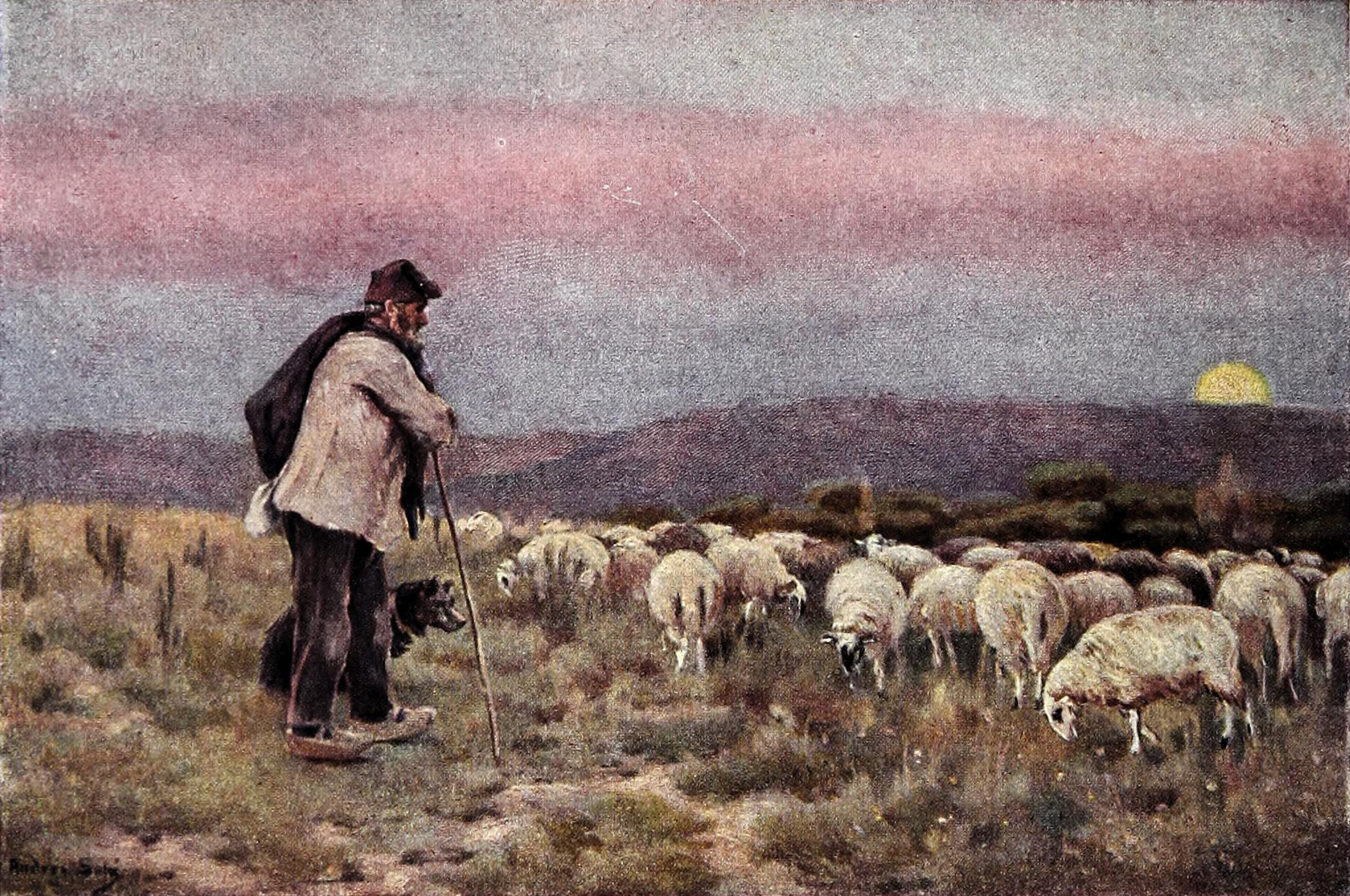
Pastor, por Andrés Solá.

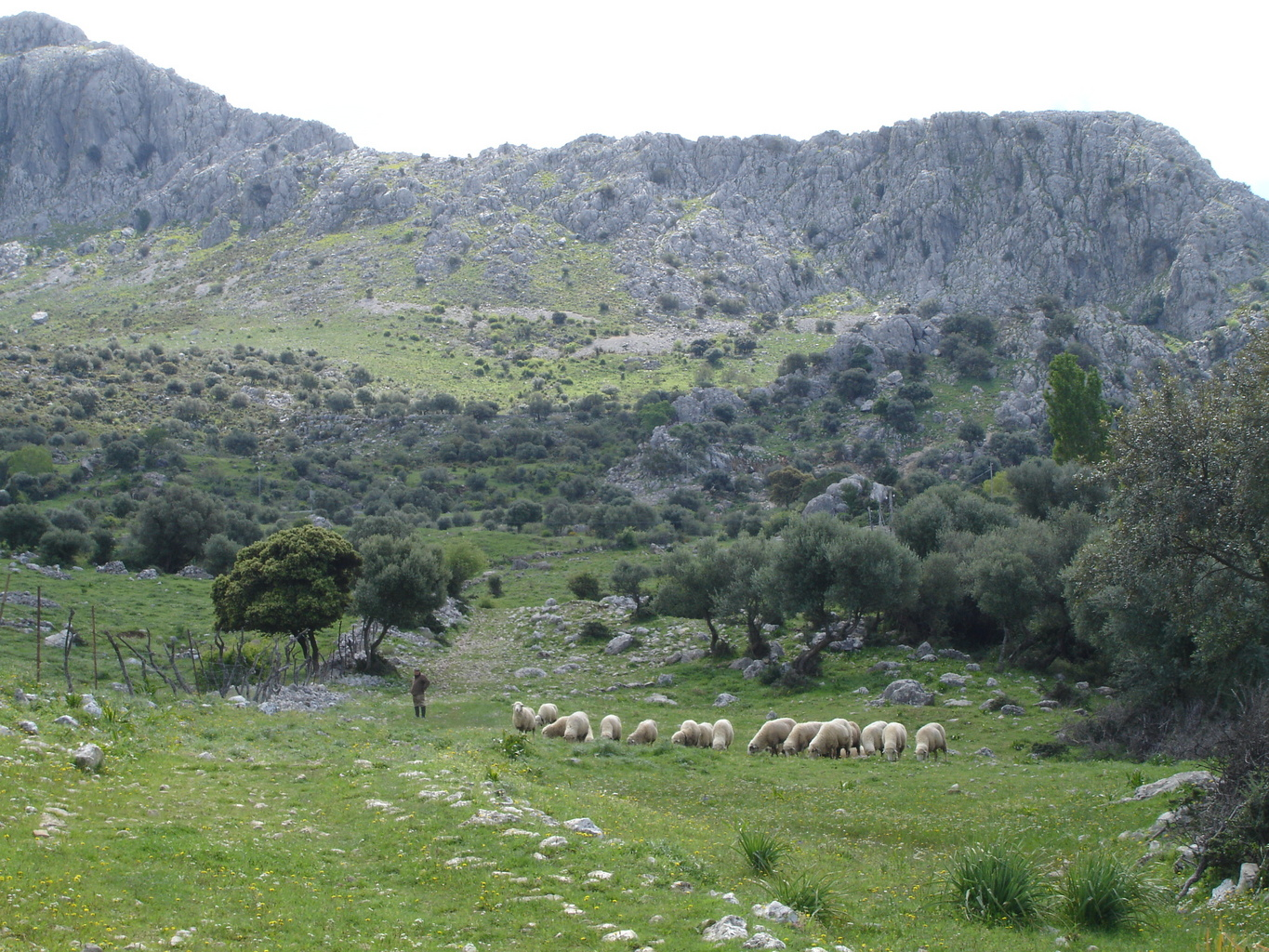
Pastor en Benaocaz, España.

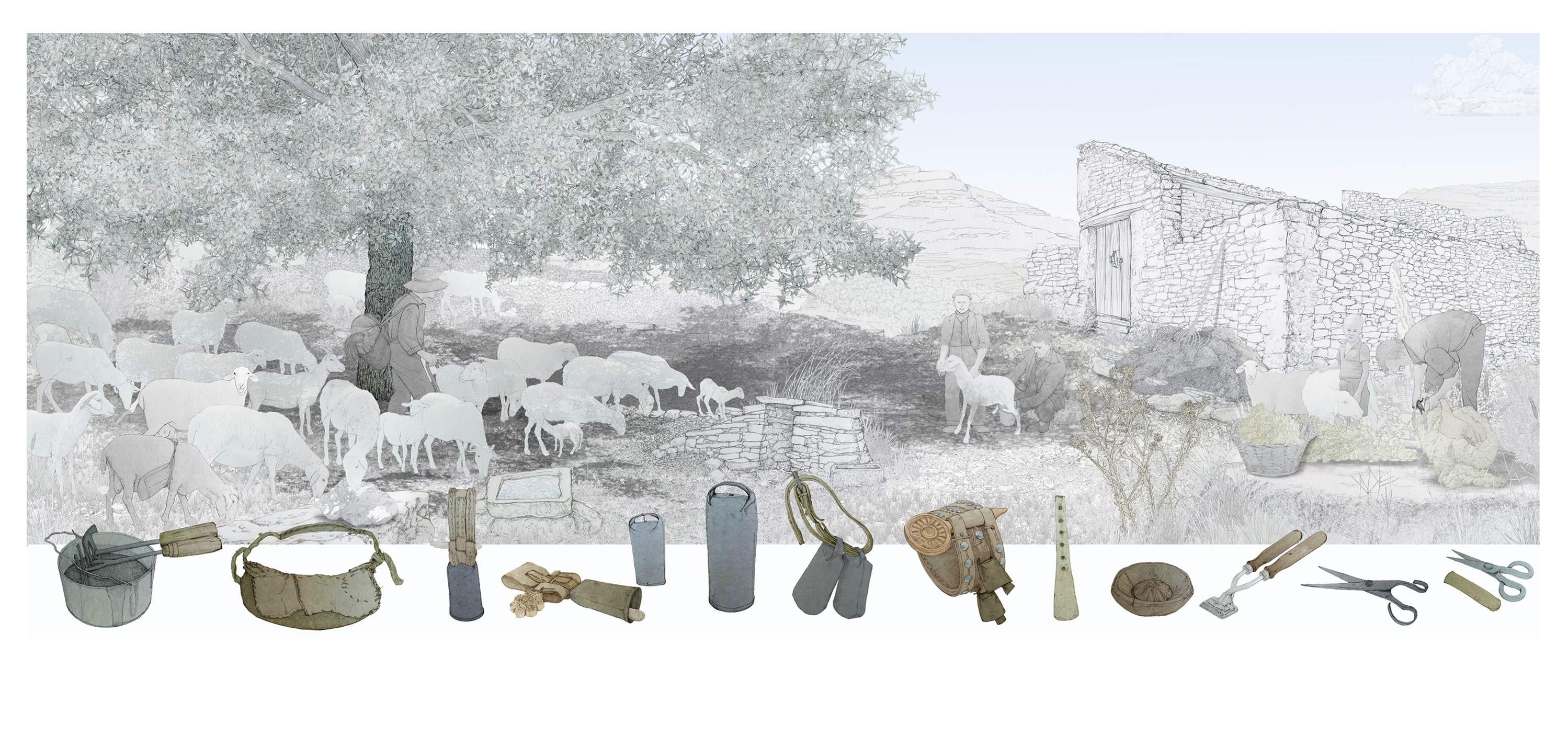
Imágenes relacionadas con el pastoreo. Ilustraciones de Andrés Marín Jarque para la exposición permanente «Secano y Montaña» del Museo Valenciano de Etnología.

Un pastor (del latín: pastoris, en griego antiguo ποιμήν poimén, y en sánscrito पाति, literalmente: ‘guardián’) es la persona que se dedica a la cría, guía y cuidado del ganado al aire libre. Es especialmente referido al ganado ovino, aunque el término también se aplica a otras especies de rumiantes.

## Labor
Habitualmente, para el ejercicio de su trabajo (labor que se denomina «pastoreo»), el pastor se ayuda de perros pastores, adiestrados para conducir el ganado bajo la dirección de su amo.

## Simbolismo
En la cultura occidental, desde la antigüedad, el pastor ha sido considerado una figura de humildad y sencillez, pero de también de protección y guía. De ahí que por un lado se llame «pastoril» al género de poesías de temas sencillos y populares como la naturaleza y el amor, y, por otro, que en el cristianismo se llame «pastores» a sus líderes.